# Temel Çakıroğlu
Temel Çakıroğlu (ur. 17 kwietnia 1959) – turecki judoka. Olimpijczyk z Seulu 1988, gdzie zajął czternaste miejsce wadze półśredniej.
Uczestnik mistrzostw Europy w 1986, 1989 i 1991 roku.

## Letnie Igrzyska Olimpijskie 1988
| Konkurencja | Eliminacje       | Eliminacje             | Klas. końcowa |
| Konkurencja | Przeciwnik I     | Przeciwnik II          | Miejsce       |
| ----------- | ---------------- | ---------------------- | ------------- |
| 78 kg       | Luis Val (AUS) Z | Baszyr Warajew (URS) P | 14.           |